# Seznam black metal skupin
Seznam black metal skupin

## Seznam
| - Abigor (Avstrija) - Aborym (Italija) - Absu (ZDA) - Absurd (Nemčija) - Abruptum (Švedska) - Aes Dana (Francija) - Agathodaimon (Nemčija) - Ajattara (Finska) - Akercocke (VB) - Akitsa (Kanada) - Alastis (Švica) - Anaal Nathrakh (VB) - Ancestral Volkhves (Slovaška) - Ancient (Norveška) - Ancient Rites (Belgija) - ...And Oceans (Finska) - Anorexia Nervosa (Francija) - Antaeus (Francija) - Antestor (Norveška) - Arckanum (Švedska) - Arkhon Infaustus (Francija) - Arthemesia (Finska) - Aschmicrosa (Slovenija) - Astrofaes (Ukrajina) - Ater Era (Slovenija) - Aura Noir (Norveška) - Averse Sefira (ZDA) - Axis of Advance (Kanada) - The Axis of Perdition (VB) - Baphomets Throne (Poljska} - Baptism (Finska) - Barathrum (Finska) - Bathory (Švedska) - Beatus (Slovenija) - Behemoth (zgodnji albumi) (Poljska) - Beherit (Finska) - Behexen (Finska) - Bethlehem (Nemčija} - Blasphemy (Kanada) - Bloodaxe (Kanada) - Bloodthorn (Norveška) - Blut Aus Nord (Francija) - Borknagar (Norveška) - Bulldozer (Italija) - Burzum (Norveška) - Carpathian Forest (Norveška) - Carpe Tenebrum (Avstralija) - Catamenia (Finska) - Celtic Frost (zgodji albumi) (Švica) - Ceremonial Embrace (Finska) - Children of Bodom (samo nekaj prvih albumov) (Finska) - Choronzon (ZDA) - Cirith Gorgor (Nizozemska) - Clandestine Blaze (Finska) - Concubia Nocte (Slovaška) - Countess (Nizozemska) - Cradle of Filth (samo zgodnji albumi, debatirano) (Anglija) - Crebain (ZDA) - Crimson Moonlight (Švedska) - Daemonarch (Portugalska) - Dalkhu (Slovenija) - Dark Funeral (Švedska) - Dark Sphere (Slovenija) - Darkthrone (Norveška) - Darkwoods My Betrothed (Finska) - Deathspell Omega (Francija) - Dekadent (Slovenija) - Demonic Resurrection (Indija) - Deströyer 666 (Avstralija) - Diabolical Masquerade (Norveška) - Dimmu Borgir (Norveška) - Dissection (Švedska) - Dissimulation (Litva) - Dødheimsgard (Norveška) - Dragonlord (ZDA) - Drudkh (Ukrajina) | - Echoes of Silence (ZDA) - Eisregen (Nemčija) - Emperor (Norveška) - Enslaved (Norveška) - Eutonazia Kordax (Rusija) - Exsilium (Slovenija) - Fall Ov Serafim (Švedska) - Fleurety (samo prvi album) (Norveška) - Funeral Fog (Kanada) - Geasa (Irska) - Goatwhore (ZDA) - God (Romunija) - God Dethroned (Nizozemska) - Godkiller (Monako) - Godless (ZDA) - Gorelord (Norveška) - Gorgoroth (Norveška) - Graveland (Poljska) - Graveworm (Italija) - Grimoir (Slovenija) - Hades Almighty (Norveška) - Handful of Hate (Italija) - Hate Forest (Ukrajina) - Hellacaust (Kanada) - Horde (Avstralija) - Horna (Finska) - Hromovlad (Slovaška) - Ildjarn (Norveška) - Immortal (Norveška) - Impaled Nazarene (Finska) - Infernum (Poljska) - In the Woods... (samo demo in prvi album) (Norveška) - Ivje (Slovenija) - Isvind (Norveška) - Judas Iscariot (ZDA) - judas priest (ZDA) - Katharsis 666 (Poljska) - Kampfar (Norveška) - Keep Of Kalessin (Norveška) - Khold (Norveška) - Koldbrann (Norveška) - Korium (Slovaška) - Korpeen (Slovenija) - Krvnik (Slovenija) - Krieg (ZDA) - Kirkebrann (Norveška) - Leviathan (ZDA) - Lengsel (Norveška) - Limbonic Art (Norveška) - LIK (Švedska) - Lifelover (Švedska) - Ljå (Švedska) - Lux Occulta (Poljska) - Magus Noctum (Slovenija) - Marduk (Švedska) - Master's Hammer (Češka) - Mayhem (Norveška) - Mastiphal (Poljska) - Meads of Asphodel (VB) - Melechesh (Izrael) - Mercyful Fate (Danska) - Mezzerschmitt (Norveška) - Moonblood (Nemčija) - Mor Zaboth (Slovenija) - Mortuary Drape (Italija) - Mora (Slovenija) - Mortifera (Slovenija) - Mortifixion (Slovenija) - Mrtva goša (Slovenija) - Mütiilation (Francija) - Mystic Circle (Nemčija) - Mystic Forest (Francija) - Myrd (Danska) - Naberius (Slovenija) - Naglfar (Švedska) - Nargaroth (Nemčija) - Nattefrost (Norveška) - Necromantia (Grčija) - Nåstrond (Švedska) - Negură Bunget (Romunija) - Nephrolith (Slovenija) - Necrotic Moon (Slovenija) - Nibiru (Slovenija) - Nifelheim (Švedska) - Noctifer (Italija) - Nokturnal Depression (Francija) - Nokturnal Mortum (Ukrajina) - Noctiferia (Slovenija) - Obtest (Litva) - Ofermod (Švedska) - Old Pagan (Nemčija) - Old Man's Child (Norveška) - One tail , one head (Norveška) - Ondskapt (Švedska) - Oppressor (Poljska) - Orcustus (Norveška) - Orlok (Italija) - Pactum (Mehika) - Pagan Blood (Francija) - Pentagoat (ZDA) - Perdition Hearse (Norveška) - Pest (Švedska) - Peste Noire (Francija) - Psychonaut 4 (Gruzija) - Pyre Of Ash (VB) - Ragnar (ZDA) - Ragnarok (Norveška) - Rattkung (Danska) - Raven Death (Slovenija) - Raw Moon (ZDA) - Regen (Nemčija) - Reinkaos (Brazilija) - Revenge (Poljska) - Ritos (Brazilija) - Ritual (Češka) - River Styx (Madžarska) - Rotting Christ (Grčija) - Sabbat (Japonska) - Samael (zgodnja dela) (Švica) - Samomor (Slovenija) - Sargeist (Finska) - Satyricon (Norveška) - Satanic Warmaster (Finska) - Setherial (Švedska) - Shining (Švedska) - Sigh (Japonska) - Skorbut (Slovenija) - Sodom (zgodnja dela) (Nemčija) - Solefald (Norveška) - Somrak (Slovenija) - Summoning (Avstrija) - Satanica (finska) - Taake (Norveška) - Temačnost (Slovenija) - Temnava (Slovenija) - Thorns (Norveška) - Thou Art Lord (Grčija) - Thus Defiled (VB) - Thy Serpent (Finska) - Torka (Slovenija) - Tormentor (Madžarska) - Troll (Norveška) - Trollech (Češka) - Trollheim's Grott (Finska) - Tsjuder (Norveška) - Turulvér (Madžarska) - Tvangeste (Rusija / Kanada) - Twilight Ophera (Finska) - Uada (ZDA) - Ulv (Danska) - Ulver (zgodnja dela) (Norveška) - Unatas (Finska) - Under the sigh (Francija) - Unlight (Nemčija) - Unpure (Švedska) - Upir (Poljska) - Upyr (Bolgarija) - Urnaa (Italija) - Urn (Finska) - Urskumug (Latvija) - Utter Hell (Mehika) - Varathron (Grčija) - Vanhelga (Švedska) - Ved Buens Ende (Norveška) - Velvet Cacoon (ZDA) - Venom (VB) - Vesania (Poljska) - Vintersorg (Švedska) - Vlad Tepes (Francija) - Von (ZDA) - Vreid (Norveška) - Vuotare (ZDA) - Watain (Švedska) - Weakling (ZDA) - Winter of Apokalypse (ZDA) - Woods of Ypres (Kanada) - Windir (Norveška) - Xaterites (Iran) - Xasthur (ZDA) - Xastur (Mehika) - Xeper (Italija) - XES (Nemčija - Xibalba (ZDA) - Xul (Švedska) - Zaimus (Črna gora) - Zaratustra (Bolgarija) - Zaklan (Srbija) - Z-Gen (Francija) - Zvier (Slovenija) |